# Fab chimicamente legati

Esempio chimico di legami di Fab multipli; due frammenti Fab sono legati tra loro da un legame tioetere, risultando in un F(ab')_{2}. La molecola è legata ad una cellula tumorale per mezzo dell'antigene CD30 e ad un macrofago per mezzo di un recettore Fc.

Due Fab chimicamente legati (dall'inglese Fragments Antigen-Binding), formano un anticorpo artificiale che si lega a due antigeni diversi, diventando così un anticorpo bispecifico.
Un Fab fragment è una regione di un anticorpo che lega l'antigene di due diversi anticorpi monoclonali collegati da "ponti chimici" come un tioetere.
In genere, uno dei due Fab si lega ad un antigene tumorale come il CD30, mentre l'altro si lega ad una proteina presente sulla superficie di una cellula immunitaria, come per esempio il recettore Fc del macrofago. In questo modo, le cellule tumorali vengono collegate alle cellule immunitarie, che li possono più facilmente aggredire e distruggere.
Tra la fine del 1990 e i primi anni del 2000,  sono stati condotti studi clinici con Fab legati chimicamente per il trattamento di vari tipi di cancro. A fronte di primi risultati promettenti, questa strategia terapeutica è stata successivamente abbandonata per gli alti costi di produzione. Leganti bi-specifici delle cellule T utilizzano un meccanismo di azione simile, però sono più economici.